# France Sport
France Sport was een wielerploeg uit Frankrijk die in 1923 werd opgericht en in 1953 opgeheven. De sponsor met dezelfde naam was een Franse fietsfabrikant. De grootste successen behaalde de ploeg met Antonin Magne, waaronder twee zeges in de Ronde van Frankrijk, in 1931 en 1934.

## Bekende renners
De door de renners behaalde resultaten in de Ronde van Frankrijk staan er bij.
- Julián Berrendero
- Mariano Cañardo – een etappe in 1937
- Jean Dotto
- Édouard Fachleitner - een etappe in 1947
- Jean Fréchaut –  drie etappes in 1938
- Antonin Magne – winnaar in 1931 met een etappe en winnaar in 1934 met twee etappes
- Albert van Schendel
- Antoon van Schendel – een etappe in 1938 en in 1939
- Georges Speicher
- Giovanni Valetti
- René Vietto - twee etappes in 1947